# Piedra rúnica de Näsby
La piedra rúnica de Näsby, identificada como U 455 en la Rundata, es una piedra rúnica vikinga descubierta en Näsby, Uppland, Suecia. La piedra fue recuperada en las excavaciones de 1995-1996, y resultó estar en muy buen estado de conservación, con ninguna de las runas dañada.

## Descripción
La piedra de Näsby, tallada en granito y de 3 metros de altura, fue elaborada como un monumento conmemorativo por una tragedia familiar, encargada por un hombre que había perdido a sus dos padres, que se habían ahogado.
Las runas, de estilo Urnes, están grabadas en los cuerpos esbozados de bestias de complexión estrecha. Las inscripciones de este estilo se caracterizan por las estrechas figuras de animales que se entrelazan en diseños apretados. Las cabezas de los animales están de perfil, tienen ojos delgados y en forma almendrada y suelen tener protuberancias rizadas sobre las narices y los cuellos.
Aunque la inscripción no está firmada, por razones estilísticas se atribuye su elaboración a Fot, conocido maestro grabador de runas (erilaz) vikingo de Uppland, activo a mediados del siglo XI.

### La inscripción
En caracteres latinos:

× inkifastr + lit × raisa × stain × þina at þorkil + faþur sin (a)uk at kunilti moþur sina þa(u) truknaþu × baþi

En nórdico antiguo:

Ingifastr let ræisa stæin þenna at Þorkel, faður sinn, ok at Gunnhildi, moður sina. Þau drunknaðu baði.

En español:

Ingifastr hizo eregir esta piedra en memoria de Þorkell, su padre, y en memoria de Gunnhildr, su madre. Ambos se ahogaron.